# Хукс (Тексас)
Хукс (енгл. Hooks) град је у америчкој савезној држави Тексас. По попису становништва из 2010. у њему је живело 2.769 становника.

## Демографија
Према попису становништва из 2010. у граду је живело 2.769 становника, што је 204 (6,9%) становника мање него 2000. године.
| Група             | 2000.         | 2010.         |
| Белци             | 2.471 (83,1%) | 2.176 (78,6%) |
| Афроамериканци    | 301 (10,1%)   | 312 (11,3%)   |
| Азијати           | 13 (0,4%)     | 14 (0,5%)     |
| Хиспаноамериканци | 88 (3,0%)     | 180 (6,5%)    |
| Укупно            | 2.973         | 2.769         |